# Yrkestrubadurernas förening
Yrkestrubadurernas förening, YTF, är en ideell förening för yrkesverksamma vissångare och singer/songwriters, stiftad i Stockholm 1971 av artisten och författaren Bengt Sändh.
Sändh kallade omgående in Vicky von der Lancken som administratör, ständig sekreterare och framförallt bokare. Sändh var även ansvarig för bildandet av YTF Grammofon tillsammans med Europafilm och Sverre Sundman.
I maj 2022 hade föreningen 151 medlemmar.
YTF:s syfte är att genom egen opinionsbildning och samarbete med berörda fackliga och kulturella organisationer tillvarata professionellt verksamma visartisters intressen och att främja svensk populärmusik (i synnerhet den svenska visan). YTF bedriver viss artistförmedling bland sina medlemmar, samt ger ut skivor via sitt skivbolag YTF(r)ecords. Ordförande sedan 1999 är Pierre Ström, tillika en av de trubadurer som ingick i Sändhs interimistiska första styrelse.
Vice ordförande sedan 2000 är Billey Shamrock Gleissner.

## Evigt hedersmedlemskap har tilldelats följande personer[3]
- Evert Taube
- Nils "Banjo-Lasse" Larsson
- Harry Brandelius
- Bengt "Bengan" Wittström
- Bengt Melin
- Barbara Helsingius (2005)
- Anders Fugelstad (2006)
- Thorstein Bergman (2006)
- Håkan Steijen (2009)
- William Clauson (2010)
- Stefan Demert (2014)
- Ulf Johan Tempelman (2017)
- Sid Jansson (2019)
- Owe Thörnqvist (2019)
- Jeja Sundström (2020)
- Ewert Ljusberg (2021)

## Nuvarande och tidigare medlemmar i urval[1]
- Susanne Alfvengren
- Fredrik af Trampe
- Torgny Björk
- Nick Borgen
- Stefan Demert
- Anna Döbling
- Lena Ekman
- Anna Eriksson
- Malin Foxdal
- Jimmy Ginsby
- Lars Göransson
- Jan Hammarlund
- Lalla Hansson
- Ewert Ljusberg
- Peter Lundblad
- Ola Magnell
- Ulf Neidemar
- Mikael Ramel
- Anders Rydell
- Billey Shamrock
- Pierre Ström
- Jeja Sundström
- Bengt Sändh
- Lasse Tennander
- Krister Ulvenhoff
- Cornelis Vreeswijk
- Basse Wickman
- Erik Winqvist
- Roger Ylvenius
- Björn Ehrling
- Finn Zetterholm
- Fred Åkerström (föreningens förste ordförande)
- Kaya Ålander
- Kurt Öberg